# بيل سلاتر (مدرس)
بيل سلاتر (بالإنجليزية: Bill Slater) هو مدرس أمريكي، ولد في 3 ديسمبر 1902، وتوفي في 25 يناير 1965 بسبب مرض باركنسون.

## وصلات خارجية
- بيل سلاتر على موقع IMDb (الإنجليزية)